# Пятков, Виктор Михайлович
Виктор Михайлович Пятков — советский хозяйственный и государственный деятель, лауреат Государственной премии СССР за выдающиеся достижения в труде.

## Биография
Родился в 1932 году в Ашхабаде. Член КПСС.
В 1949—1988 годах — токарь Сызранского комбайного завода / производственного объединения «Сызраньсельмаш» Министерства тракторного и сельскохозяйственного машиностроения СССР.
За выдающиеся достижения в машиностроительном производстве на основе повышения эффективности использования производственных мощностей был в составе коллектива удостоен Государственной премии СССР за выдающиеся достижения в труде 1979 года.
Умер в Сызрани в 1992 году.

## Награды
- Орден Трудового Красного Знамени
- Орден Знак Почёта